# Tragulus versicolor
El ciervo ratón de Vietnam (Tragulus versicolor) es una especie de mamífero artiodáctilo perteneciente a la familia Tragulidae que habita en Vietnam. Hasta 2004 se le consideró un subespecie del ciervo ratón grande (Tragulus napu), a pesar de semejarse más al ciervo ratón pequeño (Tragulus kanchil). Desde 1990 no había registro de tal animal en Vietnam, cual daba la duda de que el animal estuviera extinto por la caza furtiva que se desarrolló durante los años 90 en el país asiático, hasta que el 12 de noviembre de 2019 se dio un avistamiento de tal animal por medio de una cámara que estaba colocada en un árbol y por primera vez en 28 años se daba información importante para tratar de proteger la especie en Vietnam.